# Ampulex sibirica
Ampulex sibirica är en  stekelart som först beskrevs av Fabricius 1793.  Ampulex sibirica ingår i släktet Ampulex och familjen Ampulicidae. Inga underarter finns listade i Catalogue of Life.